# Dustin Watten
Dustin Joseph Watten (Long Beach, 27 ottobre 1986) è un pallavolista statunitense, libero del LKPS.

## Carriera

### Club
La carriera di Dustin Watten inizia a livello giovanile col la Woodrow Wilson HS e il Riptides, prima di continuare a livello con universitario con la CSU Long Beach, prendendo parte alla NCAA Division I, ma saltando la sua prima stagione nel 2005.
Inizia la carriera professionistica nel campionato 2010-11 nella Lentopallon Mestaruusliiga, con la squadra del Raision Loimu, nella quale resta anche per il campionato successivo.
Nella stagione 2012-13 gioca nel campionato cadetto francese per l'Orange Nassau, venendo premiato come miglior libero del campionato; nella stagione successiva viene ingaggiato nella Superliga Série A brasiliana dal VBCE di Maringá.
Nel campionato 2014-15 gioca nella Ligue A francese per il Gazélec Ajaccio. Nel campionato seguente resta nella medesima categoria, difendendo però i colori della neopromossa Grand Nancy. Nella stagione 2016-17 gioca in Polonia, prendendo parte alla Polska Liga Siatkówki con la maglia dello Czarni Radom per un biennio.
Nel campionato 2018-19 approda nella 1. Bundesliga tedesca, difendendo i colori dello Charlottenburg e conquistando lo scudetto; per il campionato seguente è nuovamente nella massima divisione polacca, ingaggiato dal Katowice, mentre nell'annata 2021-22 passa al LKPS, club neopromosso in Polska Liga Siatkówki.

### Nazionale
Nel 2009 viene convocato per la prima volta nella nazionale statunitense, con la quale vince la medaglia d'oro alla Coppa panamericana e resta in collegiale per tutta la stagione. Vince un altro oro alla Coppa panamericana 2010 e 2012, ricevendo anche il premio di miglior difesa del torneo, mentre si aggiudica l'argento nell'edizione 2011.
In seguito vince la medaglia d'argento alla NORCECA Champions Cup 2015, quella di bronzo alla World League 2015 e l'oro alla Coppa del Mondo 2015; successivamente conquista la medaglia d'oro al campionato nordamericano 2017 e, nel 2018, quella di bronzo alla Volleyball Nations League e al campionato mondiale.

## Palmarès

### Club
- Campionato tedesco: 1

2018-19

### Nazionale (competizioni minori)
- Coppa panamericana 2009
- Coppa panamericana 2010
- Coppa panamericana 2011
- Coppa panamericana 2012
- NORCECA Champions Cup 2015

### Premi individuali
- 2009 - All-America Second Team
- 2011 - Lentopallon Mestaruusliiga: Miglior libero
- 2012 - Coppa panamericana: Miglior difesa
- 2013 - Ligue B: Miglior libero